# دانيار إسماعيلوف
دانيار إسماعيلوف (بالتركمانية: Daniýar Ismailow)‏، رياضي رفع أثقال تركي، من مواليد 3 فبراير 1992 بتركمنستان. يمثل حاليا تركيا بينما مثل تركمانستان في الألعاب الأولمبية الصيفية 2012.

## روابط خارجية
- دانيار إسماعيلوف على موقع اللجنة الأولمبية الدولية (الإنجليزية)
- دانيار إسماعيلوف على موقع أوليمبيديا (الإنجليزية)